# 北野カルチュラルセンター
北野カルチュラルセンター（きたのカルチュラルセンター）は、長野県長野市西後町にある美術館。正式名称は「公益財団法人北野美術館別館 北野カルチュラルセンター」。

## 概要
長野県で初めての私設美術館として大きな役割を果たしてきた北野美術館の分館として、善光寺表参道に建設された、斬新な外観と充実した設備を整える美術館。設計はアメリカのデザイナー・J.LEFFによる。

## 営業
営業時間10:00 - 18:00
休館日毎週月曜日

## 交通
- 長野駅善光寺口から川中島バス 10系統ほかに乗車、「権堂入口」下車